# Змій (логістична платформа)
БпНК Змій Логістичний (Logistics platform UGV) «Zmiy Logistic» — український підвид броньованих безпілотних наземних комплексів класу 3 на металевій колісній базі, розробленої компанією Rovertech (ТОВ «Ровер Тек») у жовтні 2024 року для евакуаційних та логістичних завдань. Логістично-евакуаційна платформа створена на базі КНРО «Змій», який у вересні 2024 року успішно пройшов випробування та був прийнятий на озброєння.
24 лютого 2025 року компанія Rovertech взяла участь у презентації досягнень українського оборонного виробництва в Києві, де Міністерство з питань стратегічних галузей промисловості України офіційно представило новий бренд «Zbroya». Захід, на якому був присутній президент Володимир Зеленський, лідери іноземних держав та єврокомісари, став майданчиком для демонстрації наземного логістичного комплексу «Змій», розробленого Rovertech.

## Технічні характеристики
Змій Логістичний створений для функціонування у найскладніших погодних та екстремальних умовах, що вимагає високої прохідності та надійності.
- Маса: до 850 кг
- Практична швидкість: до 10 км\год
- Запас ходу: 30-50 км
- Тягове зусилля: до 700 кг
- Дальність зв'язку: від 1000 м
- Час розгортання: 3 хв
- Вантажопідйомність: 500 кг
- Потужність Змія логістичного дозволяє евакуювати малу та середню техніку з поля боя до 1050 кг[8]

## Основні особливості
- Висока прохідність: болото, сніг, пісок та дистанційно заміновані території
- Захист від скидів на полі бою[9]
- Можлива евакуація поранених з поля бою
- Транспортування (в комплекті)
- Можливість додаткової батареї
- З'ємні батареї з підігрівом для зимових умов
- Встановлення додаткових модулів за запитом (для евакуації техніки, для мінування, для гуманітарного розмінування, для розгортання єгози)
- Підтримка Mavlink протоколу
- Можливість роботи на оптоволокні
- Мала помітність на полі бою в різних діапазонах

## Сертифікація БпНК «Змій Логістичний»

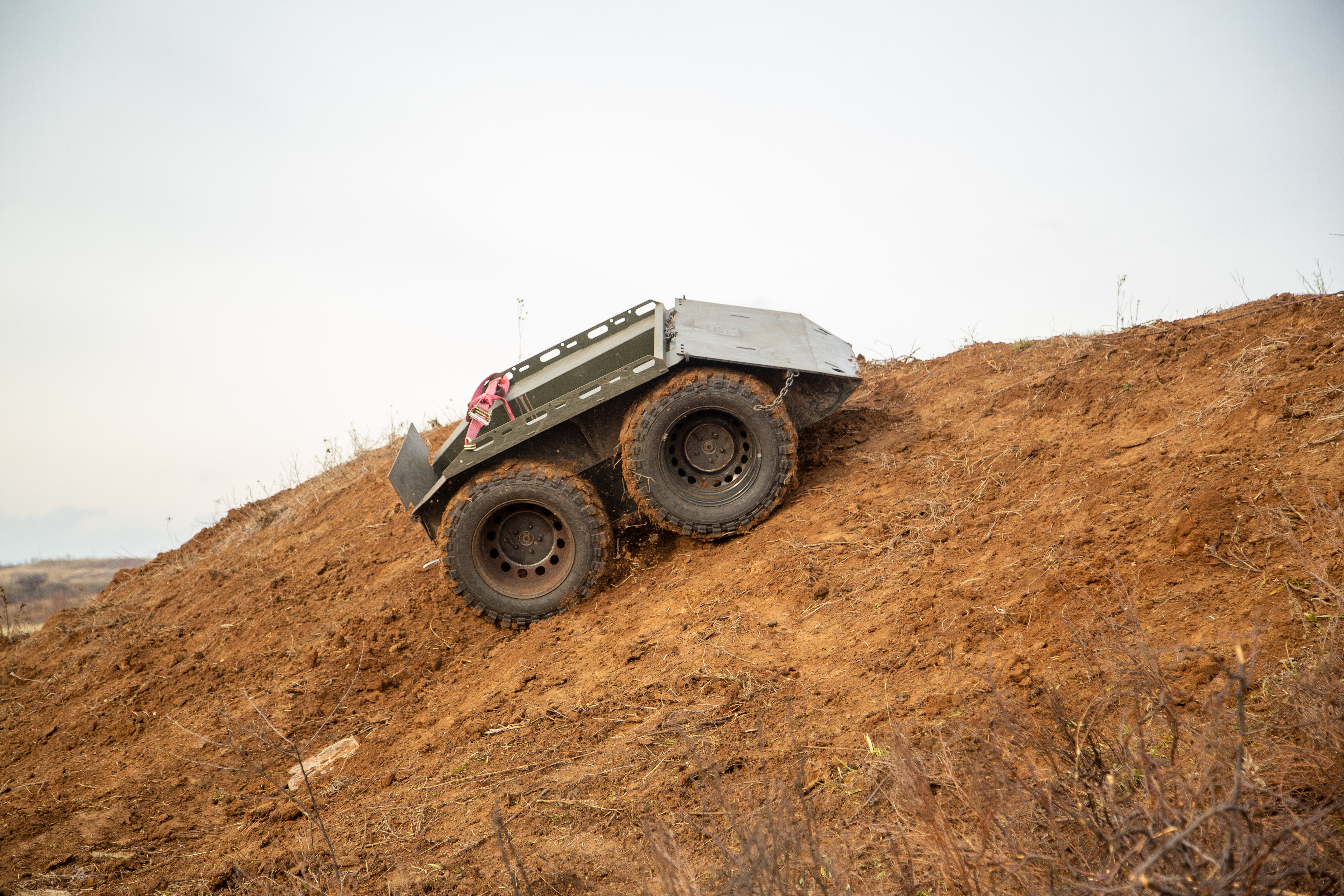
Змій Логістичний під час долання перешкод

23.12.2024 року на озброєння в Збройних Силах Оборони було прийнято перший броньований безпілотний наземний комплекс українського виробника Rovertech — БпНК Змій Логістичний. Броньований безпілотний наземний комплекс Змій Логістичний уже поставлений на озброєння Міністерством оборони України за стандартом НАТО та успішно виконує задачі на лінії фронту.

## Історія
Проєкт розробляється спільно з 3 ОШБ, щоб максимально задовольнити специфічні потреби бригади та адаптувати техніку до реальних умов на полі бою.

## Використання
Змій Логістичний також можна використовувати для штурму ворожих позицій. Глобально, це новий спосіб ведення дронової війни у категорії безпілотних наземних комплексів. Даний безпілотний наземний комплекс є першим у своєму роді наземним дроном з можливістю проїжджати дистанційно заміновані поля та витримувати скиди з ворожих дронів, котрий використовується в ході російсько-української війни.